# Сан-Мігел-де-Аша
Сан-Мігел-де-Аша (порт. São Miguel de Acha; МФА: [ˈsɐ̃w mi.ˈgɛɫ dɨ ˈa.ʃɐ]) — парафія в Португалії, у муніципалітеті Іданя-а-Нова. Розташована в східній частині країни, на теренах історичної португальської провінції Бейра. Входить до складу округу Каштелу-Бранку. За адміністративним поділом, чинним до 1976 року, терени парафії були складовою провінції Нижня Бейра. Належить до Порталегрівсько-Каштелу-Бранківської діоцезії Католицької церкви. Патрон — святий Михаїл. Площа — 41,2608 км². Населення — 560 ос. (2011). Слабо урбанізований регіон. Густота населення — 13,57 осіб/км²
. Код — 050514.

## Населення
| Кількість мешканців | Кількість мешканців | Кількість мешканців | Кількість мешканців | Кількість мешканців | Кількість мешканців | Кількість мешканців | Кількість мешканців | Кількість мешканців | Кількість мешканців | Кількість мешканців | Кількість мешканців | Кількість мешканців | Кількість мешканців | Кількість мешканців |
| ------------------- | ------------------- | ------------------- | ------------------- | ------------------- | ------------------- | ------------------- | ------------------- | ------------------- | ------------------- | ------------------- | ------------------- | ------------------- | ------------------- | ------------------- |
| 1864                | 1878                | 1890                | 1900                | 1911                | 1920                | 1930                | 1940                | 1950                | 1960                | 1970                | 1981                | 1991                | 2001                | 2011                |
| 1 269               | 1 346               | 1 440               | 1 603               | 1 779               | 1 710               | 1 682               | 1 947               | 1 841               | 1 804               | 1 209               | 877                 | 858                 | 702                 | 560                 |